# 原田鶴吉
原田 鶴吉（はらだ つるきち、1892年（明治25年）4月1日 - 1964年（昭和39年）4月6日）は、大日本帝国陸軍軍人。最終階級は陸軍少将。功三級。

## 経歴
1892年（明治25年）に佐賀県で生まれた。陸軍士官学校第25期卒業。1937年（昭和12年）3月に独立山砲兵第2連隊長（第10軍のち第11軍）に就任し、日中戦争に出動。南京攻略戦などで活躍した。1940年（昭和15年）3月9日に陸軍砲兵大佐に進級し、9月5日に陸軍野戦砲兵学校下士官候補者隊長に就任し、1941年（昭和16年）11月に陸軍野戦砲兵学校幹部候補生隊長に転じた。
1943年（昭和18年）3月に第23軍兵器部長（支那派遣軍）に就任し、中国戦線に復帰。1944年（昭和19年）8月に陸軍少将に進級し、1945年（昭和20年）5月1日に砲兵監部附となった。同年5月23日に第8砲兵司令官（第1総軍・第12方面軍・第52軍）に就任し、本土決戦に備える中で終戦を迎えた。
1947年（昭和22年）11月28日、公職追放仮指定を受けた。